# Burgruinen Lind

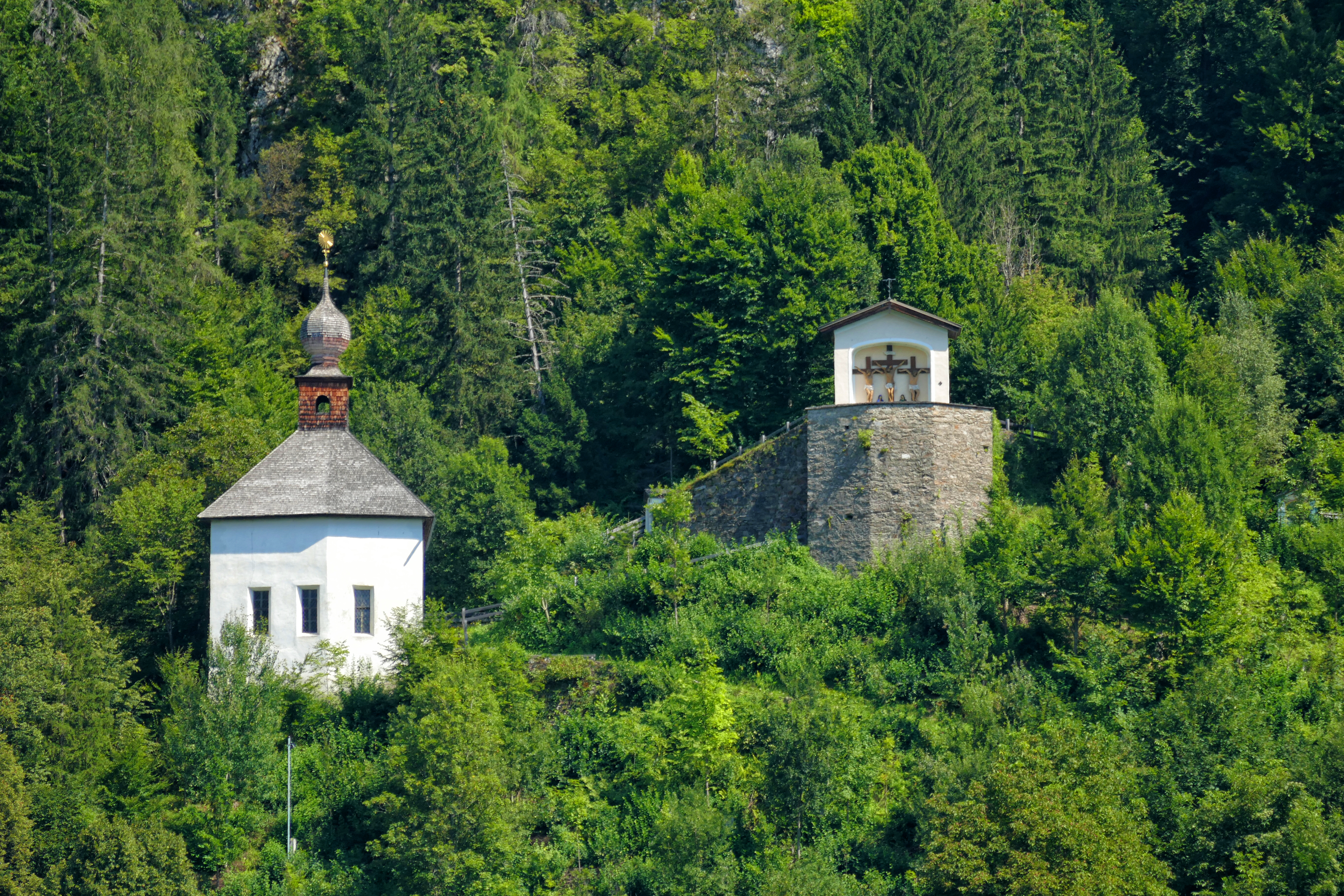
Burgkapelle (links) Turmrest als Stützmauer (rechts)

Die Burgruinen Lind – es ist zwischen den beiden verfallenen Anlagen Oberlind und Unterlind zu unterscheiden – befinden sich am rechten Ufer der Drau oberhalb der gleichnamigen Ortschaft Lind in der Gemeinde Kleblach-Lind in Kärnten. 

## Geschichte
In einer Brixener Schenkungsurkunde von 1065/77 findet sich die erste Erwähnung eines Grundstückes in Lind (curtiferum in loco Linta). Die Herren von Lind sind für die Jahre 1141 bis 1452 als Lehensnehmer als ortenburgische Vasallen nachgewiesen. Eine ausdrückliche Erwähnung der (oberen) Burg ist aber erst für das Ende des Jahres 1252 urkundlich nachgewiesen, als Graf Albert III. dem Elekt Philipp, Sohn des Kärntner Herzogs Bernhard von Spanheim, das castrum Lint verpfändete. Ab 1304 war Lind in Besitz der Grafschaft Görz. 1348 wurde Lind ausdrücklich als „Feste“ bezeichnet, in einer Urkunde vom 15. März 1429 wird die Belehnung der „vest Lind“ festgeschrieben.
Auf Oberlind saßen die Herren von Lind, Unterlind war der Sitz der Richter der Herrschaft Lind. Für das Jahr 1324 etwa wird ein Perchtold von Lind erwähnt, der 1330 „der alte Richter von Lint“ genannt wird.
Wann genau die obere Burg aufgegeben wurde, ist nicht bekannt, zur Zeit Valvasors waren beide Anlagen jedenfalls bereits verfallen. Als 1642 Hans Jakob von Lind seinen Anteil an der Herrschaft Lind Christof von Leobenegg verkaufte, saß er bereits im Tal auf Raggnitz. 
Die Familie erlosch schließlich 1843 im Mannesstamm. Am Chor der Pfarrkirche Lind im Drautal erinnert der Grabstein des Ritters Bernhard von Lind und seines Sohnes Niklas an das auf der Burg Lind ansässige Adelsgeschlecht.

## Baubeschreibung

### Unterlind
Die Reste von Unterlind sind heute in die Kalvarienberganlage auf einem Hügel oberhalb des Dorfes eingebunden. Von der Pfarrkirche führt ein leicht ansteigender Kreuzweg aus blockhaften, wahrscheinlich in der ersten Hälfte des 19. Jahrhunderts errichteten Bildstockstationen zur Kapelle Maria Hilf empor. Dieses 1347 als Burgkapelle gestiftete Gotteshaus liegt in unmittelbarer Nachbarschaft zu den Mauerresten der vermutlich im 13. Jahrhundert entstandenen Anlage Unterlind. Von ihr sind die etwa sechs Meter hohen Mauern eines Turmes erhalten, der in fünf Seiten aus dem Achteck vortritt. Diese dienen heute als Teil der Kalvarienberganlage als Stützmauer bzw. im oberen Teil die Einfriedung des Vorplatzes der großen Kreuzigungsgruppe. Etwa fünf Meter dahinter ist beim Abfall in den Graben zudem der Rest einer vier Meter hohen Mauer in romanischem Quadermauerwerk erhalten. 
In einer Darstellung Pernharts ist zu erkennen, dass der Turm noch Mitte des 19. Jahrhunderts fast in voller Höhe erhalten war. Die oberen Geschoße hatten Rundbogenfenster. 

### Oberlind
Die Burg Oberlind lag hoch über dem Kalvarienberg auf einem felsigen Plateau der Rückfallkuppe des Guggenbichls. Von der unteren Anlage ist sie durch eine Schlucht getrennt. Von der Anlage sind noch Reste des Bergfriedes erhalten, so etwa ein Mauerrest auf dem Felssporn, der heute nur noch 14 Meter lang und fünf Meter breit ist. Das ursprüngliche Areal war größer, ist aber offenbar mit dem felsigen Untergrund abgestürzt. Auf der Südseite ist eine Mauerzunge einer Toranlage zu erkennen, von der die übrigen Teile ebenfalls abgerutscht sind. Auf der Ostseite steht ein vier Meter hoher Mauerzug aus Bruchsteinklötzen.